# Fernando Álvarez
Fernando Álvarez (New York, 24 agosto 2003) è un calciatore colombiano, difensore del CF Montréal.

## Carriera

### Club
Cresciuto nelle giovanili del Pachuca, viene acquistato dal CF Montréal, club militante in Major League Soccer, con cui ha esordito in campionato il 3 settembre successivo contro il Columbus Crew. Durante la prima stagione da professionista, viene impiegato quattro volte in partite ufficiali.

### Nazionale
Convocabile da Stati Uniti, Messico e Colombia, ha rappresentato a livello giovanile prima il Messico e poi la Colombia. È stato convocato dalla Colombia per disputare il Campionato sudamericano di calcio Under-20 2023.

## Statistiche

### Presenze e reti nei club
Statistiche aggiornate al 23 febbraio 2025.
| Stagione           | Squadra            | Campionato         | Campionato | Campionato | Coppe nazionali | Coppe nazionali | Coppe nazionali | Coppe continentali | Coppe continentali | Coppe continentali | Altre coppe | Altre coppe | Altre coppe | Totale | Totale |
| Stagione           | Squadra            | Comp               | Pres       | Reti       | Comp            | Pres            | Reti            | Comp               | Pres               | Reti               | Comp        | Pres        | Reti        | Pres   | Reti   |
| ------------------ | ------------------ | ------------------ | ---------- | ---------- | --------------- | --------------- | --------------- | ------------------ | ------------------ | ------------------ | ----------- | ----------- | ----------- | ------ | ------ |
| 2023               | CF Montréal        | MLS                | 4          | 0          | CC              | -               | -               |                    | -                  | -                  |             | -           | -           | 4      | 0      |
| 2024               | CF Montréal        | MLS                | 27+1       | 1          | CC              | 2               | 0               |                    | -                  | -                  | LC          | 3           | 0           | 33     | 1      |
| 2025               | CF Montréal        | MLS                | 1          | 0          | CC              | -               | -               |                    | -                  | -                  | LC          | -           | -           | 1      | 0      |
| Totale CF Montréal | Totale CF Montréal | Totale CF Montréal | 33         | 1          |                 | 2               | 0               |                    | -                  | -                  |             | 3           | 0           | 38     | 1      |
| Totale carriera    | Totale carriera    | Totale carriera    | 33         | 1          |                 | 2               | 0               |                    | -                  | -                  |             | 3           | 0           | 38     | 1      |